# Wolyzja-Poljowa
Wolyzja-Poljowa (ukrainisch Волиця-Польова; russisch Волица-Полевая Woliza-Polewaja) ist ein Dorf in der ukrainischen Oblast Chmelnyzkyj mit etwa 830 Einwohnern (2001).
Das erstmals 1593 schriftlich als Wolyzja Chajezkoho (Волиця Хаєцького) erwähnte Dorf liegt auf einer Höhe von 295 m an der Quelle der Ternawka (Тернавка), einem 23 km langen rechten Nebenfluss der der Horyn zufließenden Poltwa (Полтва).
Wolyzja-Poljowa befindet sich 16 km östlich vom ehemaligen Rajonzentrum Teofipol und 61 km nordwestlich vom Oblastzentrum Chmelnyzkyj.
Südlich vom Dorf verläuft die Territorialstraße T–23–14.
Am 12. Juni 2020 wurde das Dorf ein Teil der neugegründeten Siedlungsgemeinde Teofipol, bis dahin bildete es die gleichnamige Landratsgemeinde Wolyzja-Poljowa (Волиця-Польова сільська рада/Wolyzja-Poljowa silska rada) im Westen des Rajons Teofipol.
Am 17. Juli 2020 kam es im Zuge einer großen Rajonsreform zum Anschluss des Rajonsgebietes an den Rajon Chmelnyzkyj.